# NGC 2424
NGC 2424 (również PGC 21558 lub UGC 3959) – galaktyka spiralna z poprzeczką (SBb), znajdująca się w gwiazdozbiorze Rysia. Odkrył ją Édouard Jean-Marie Stephan 6 lutego 1885 roku.